# Kiss Tamás (labdarúgó, 1979)
Kiss Tamás (Szekszárd, 1979. szeptember 27. –) magyar labdarúgó, középpályás.

## Pályafutása
Kiss Tamás 2004-ben került a Paksi FC-hez, ahol 200 meccsen játszott és 28 gólt szerzett. A 2011-2012-es Európa-Liga selejtezőkön a norvég Tromsö ellen két gólt szerzett.

## Sikerei, díjai
- Magyar bajnokság
  - 2.: 2010–11